# Myrsine tahuatensis
Myrsine tahuatensis är en viveväxtart som beskrevs av Francis Raymond Fosberg och Sachet. Myrsine tahuatensis ingår i släktet Myrsine och familjen viveväxter. Inga underarter finns listade i Catalogue of Life.